# Lecane ungulata
Lecane ungulata is een raderdiertjessoort uit de familie Lecanidae. De wetenschappelijke naam van deze soort is voor het eerst geldig gepubliceerd in 1887 door Gosse.